# Mark Reynolds Hughes
Mark Reynolds Hughes (La Mirada, 1º gennaio 1956 – Malibù, 21 maggio 2000) è stato un dirigente d'azienda statunitense, fondatore di Herbalife.

## Biografia
Ha un'infanzia e un'adolescenza travagliata, a 18 anni vede morire la madre a causa di un cocktail letale di farmaci nel tentativo di perdere peso. Prima di iniziare la carriera d'imprenditore Mark faceva il commesso in un negozio di vestiti, che abbandonò per lavorare nel network marketing. L'azienda si chiamava Slender Now e successivamente fallì, lasciando Reynolds Hughes disoccupato. Lavorò successivamente per un'altra azienda di network, Golden Youth, che fallì anch'essa. All'epoca Reynolds Hughes viveva con i nonni e creò una nuova azienda, basata sul sistema distributivo di vendita del network marketing, con l'aiuto di Richard Marconi, l'ex proprietario della Slender Now.
Con 30.000$ di capitale iniziale fornito dalla famiglia fondò nel febbraio del 1980 Herbalife che nel 1983 raggiunse un fatturato di 58.000.000$, nel 1984 di 154.000.000$, sino ad arrivare al 1985 quando iniziò a fare televendite. Il fatturato è cresciuto fino ai 3,84 miliardi di dollari nel 2014.
Nel 1985 Hughes viene denunciato dalla Food and Drug Administration, dal ministero della Giustizia e da quello della Sanità per aver millantato le virtù mediche e curative, «scientificamente indimostrate», delle sue porzioni, pur di arricchirsi. «Se sono tanto esperti come dicono, perché sono così grassi? - chiese Hughes puntando il dito contro gli illustri dietologi americani che lo accusavano di frode -. Io ho perso ben otto chili in poco tempo». Mentre era sotto trattamento per i suoi problemi legati all'alcol, Hughes muore a soli 44 anni nella sua milionaria residenza di Malibù la sera del compleanno della nonna; così come accertato dall'autopsia, la causa del decesso è riconducibile ad una combinazione letale di alcol e doxepin, un antidepressivo.